# 巴特西圣玛利亚堂
巴特西圣玛利亚堂（St Mary's Church, Battersea）是英国伦敦西南部旺茲沃思区巴特西最古老的教堂，是一座英国圣公会的堂区教堂，属于聖公會薩瑟克教區。这里作为教堂的历史可追溯到公元800年。现为 I级登录建筑。
该堂与艺术与文学有紧密的联系。1782年8月17日，艺术家、诗人威廉·布莱克与凯瑟琳在此结婚，约瑟夫·玛罗德·威廉·特纳在此描绘窗外的河流。
该堂拥有几扇花窗玻璃，其中的“布莱克花窗”包括窗口底部的巨人阿尔比恩像。中心是一个有翅膀的“流溢体”形象。布莱克的肖像来自托马斯•菲利普斯所绘的肖像。两边的人物代表天真和经验。左下角是布莱克在结婚登记簿上的签名，以及两幅布莱克与凯瑟琳的画作。

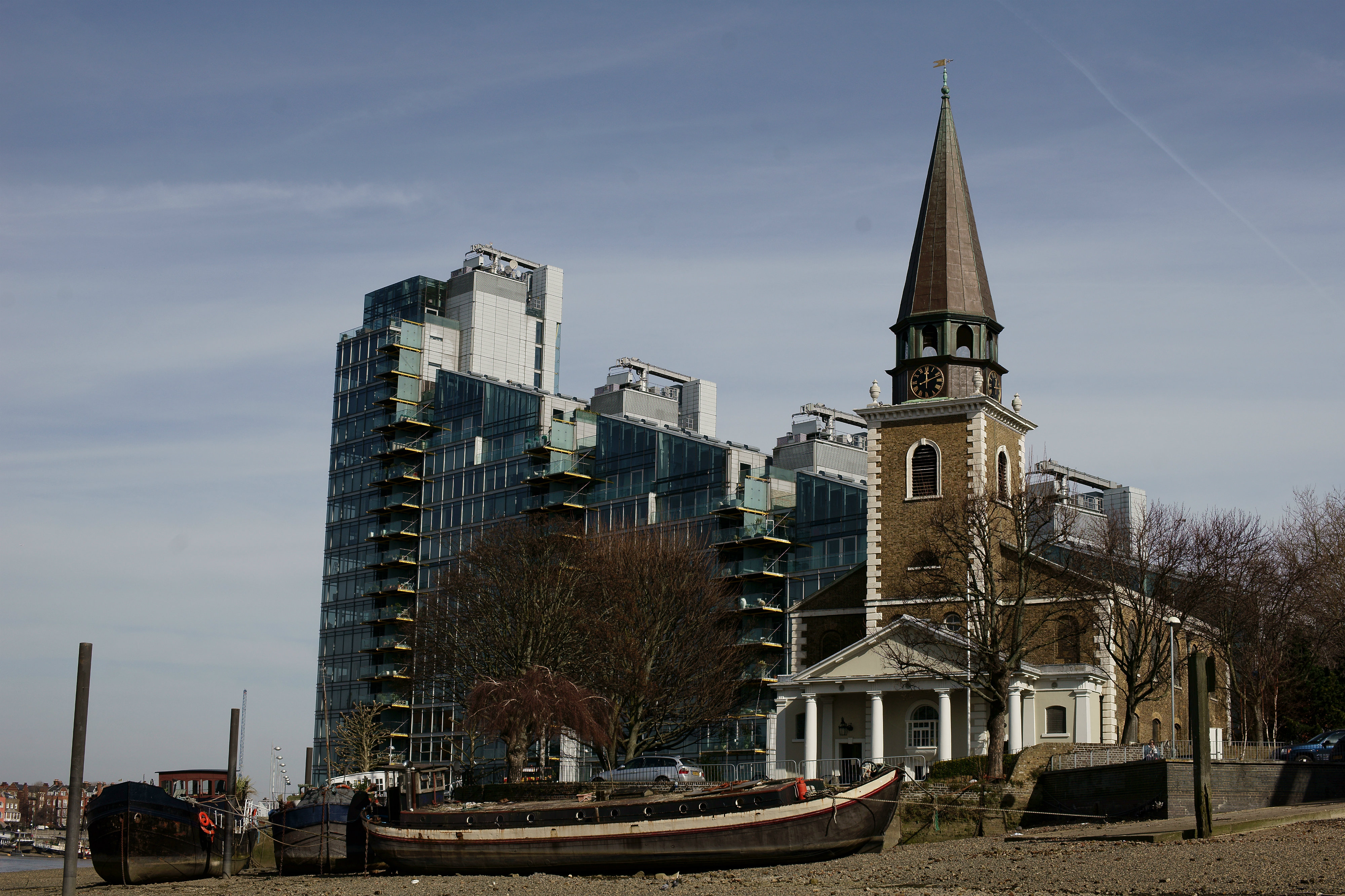
St.Mary's, Battersea
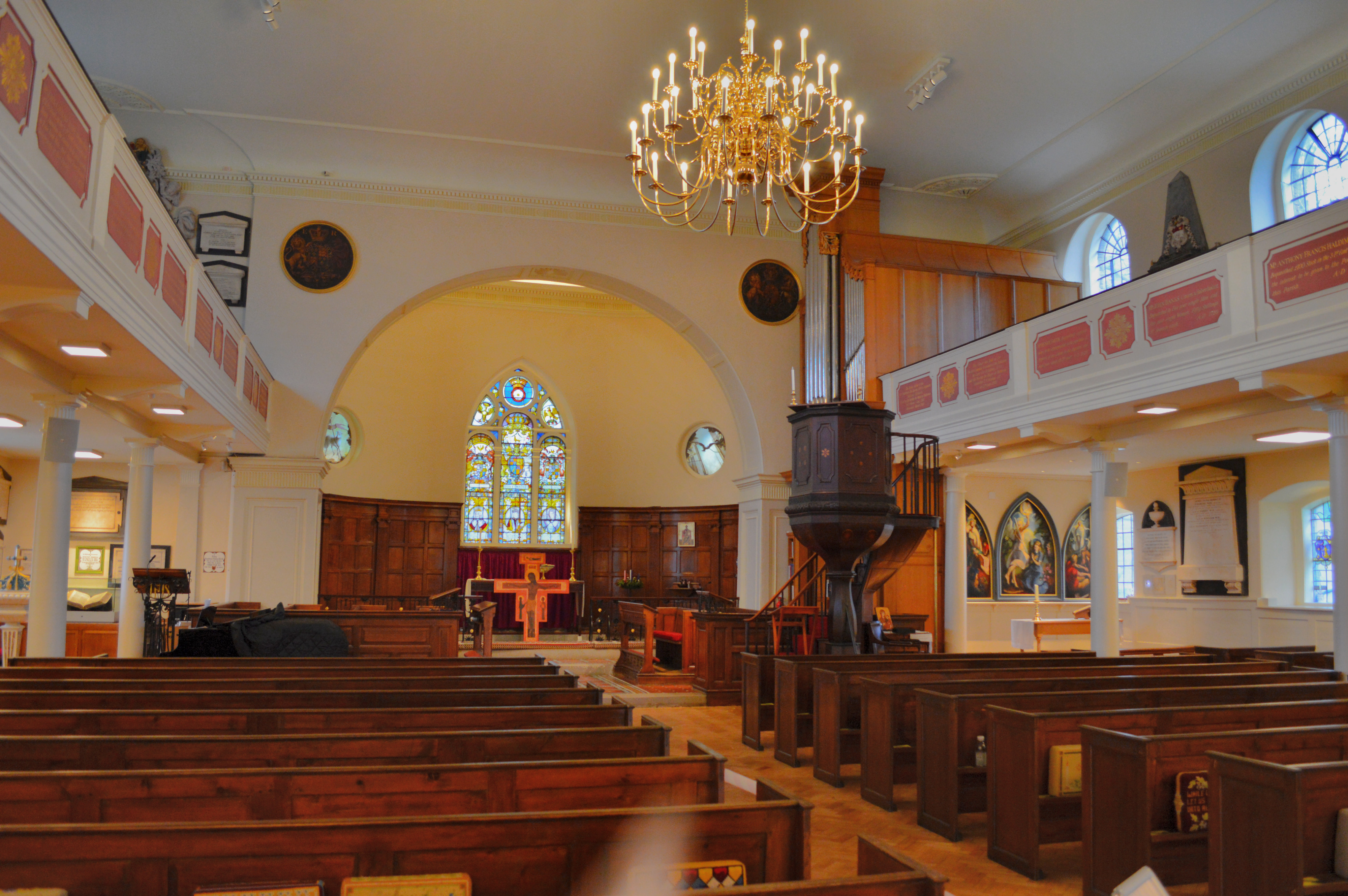
Interior
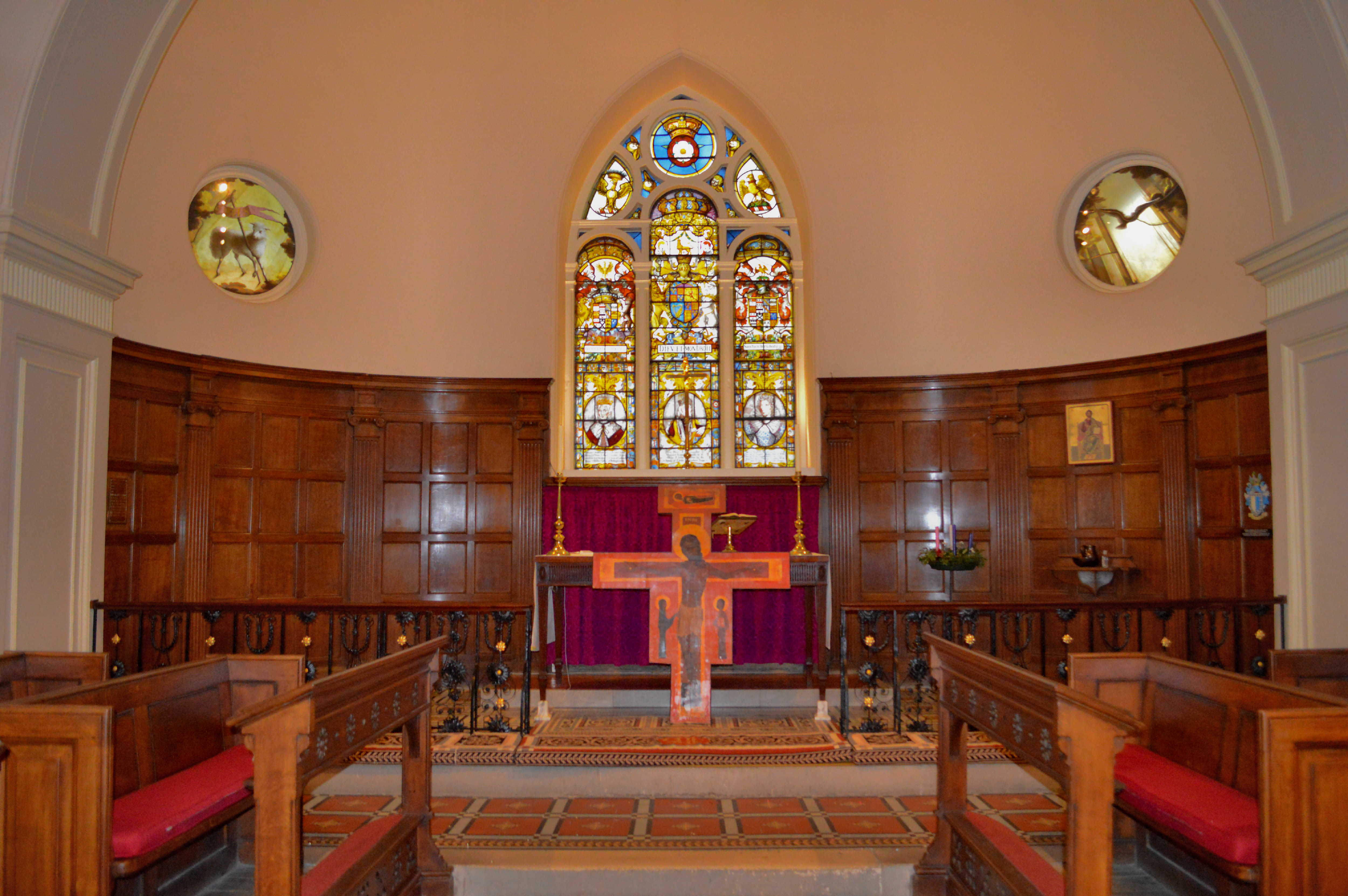
The Sanctuary
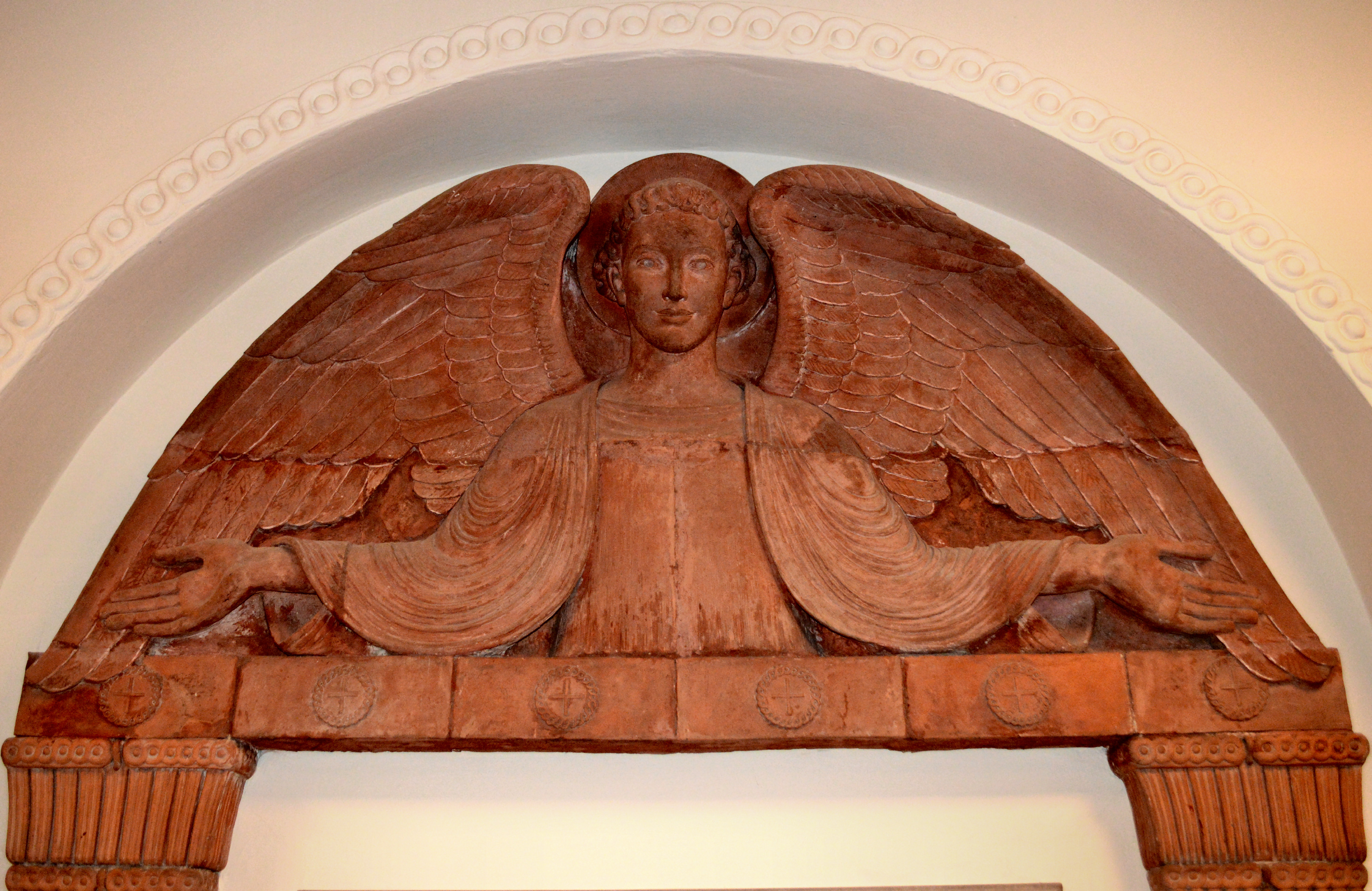
Angel of Sacrifice
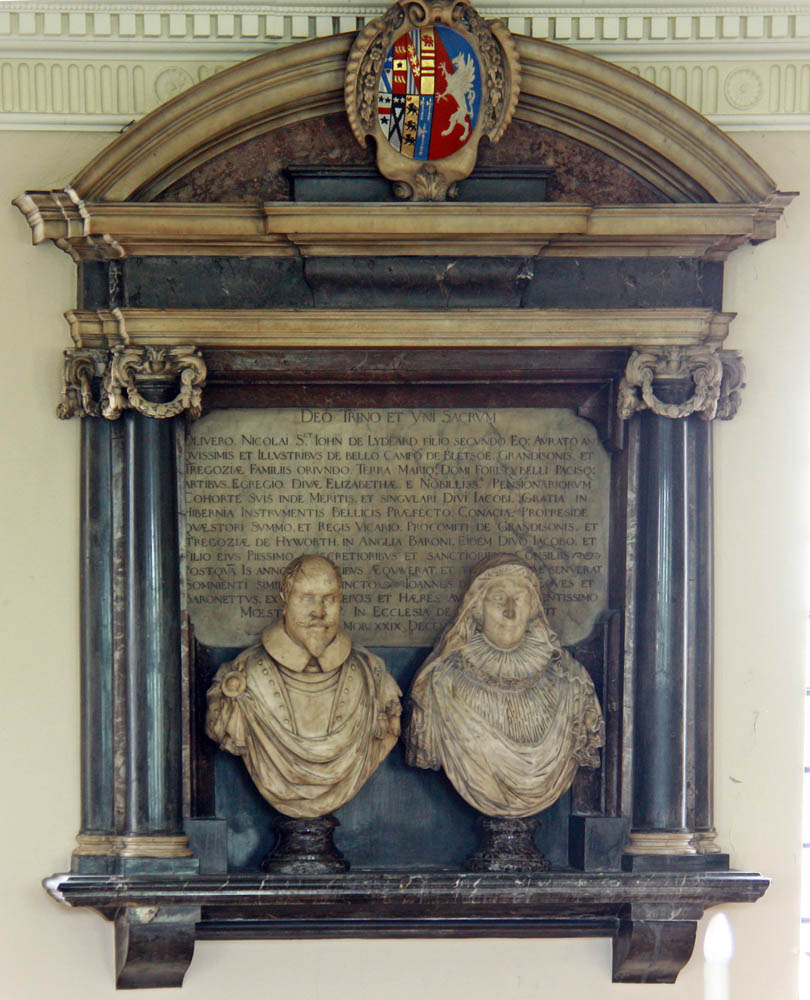
St John of Lydeard monument
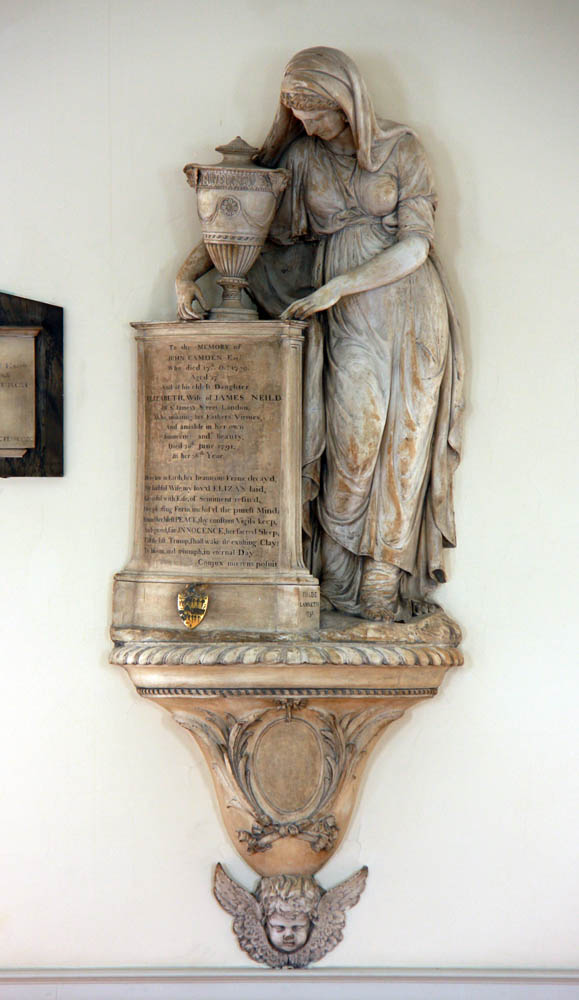
John Camden monument
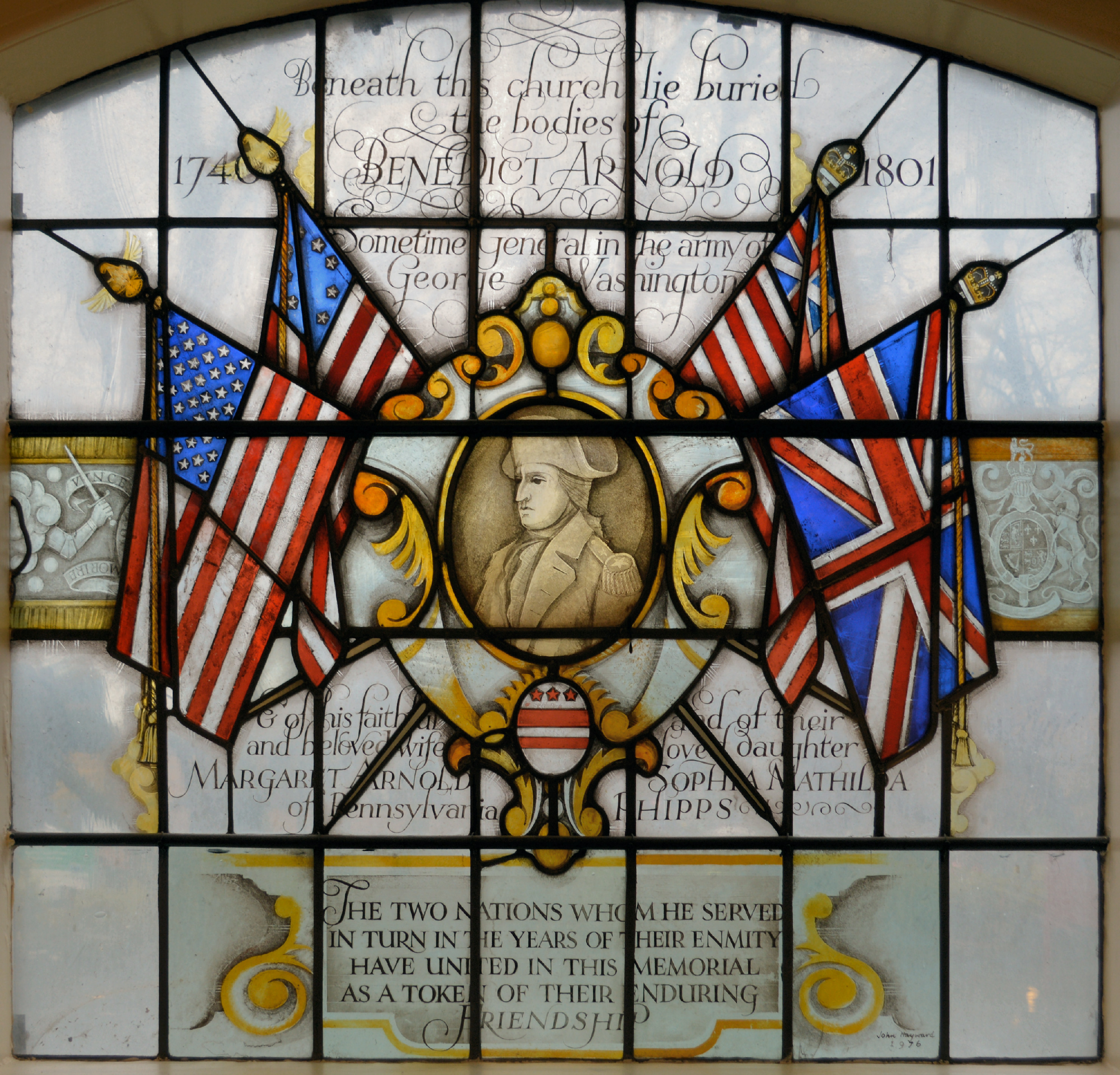
Benedict Arnold window